# Intelsat 28
O Intelsat 28 (também chamado de IS-28, antigo Intelsat New Dawn) é um satélite de comunicação geoestacionário que foi construído pela Orbital Sciences Corporation (OSC). Ele está localizado na posição orbital de 33 graus de longitude leste e é de propriedade da Intelsat, empresa sediada em Luxemburgo. O satélite foi baseado na plataforma Star-2.4 Bus e sua expectativa de vida útil é de 15 anos.

## História
O contrato para a construção do satélite foi emitido no final de 2008. O projeto foi desenvolvido através de uma joint venture entre a Intelsat com um grupo de investidores liderado pela Sul-Africano Convergence Partners entwickelt. O custo total dele eleva-se a cerca de 250 milhões de dólares, que foram aplicados 15% de capital próprio e 85% de crédito. No caso a Intelsat controla 75% do capital.

## Lançamento
O satélite foi lançado com sucesso ao espaço no dia 22 de abril de 2011 às 21:37 UTC, por meio de um veículo Ariane 5 ECA a partir do Centro Espacial de Kourou, na Guiana Francesa, juntamente com o satélite YahSat 1A. Ele tinha uma massa de lançamento de 3.000 kg.

## Capacidade e cobertura
O Intelsat 28 é e equipado com 28 transponders em banda C, 24 em banda Ku e 36 unidades de MHz para oferecer backhaul sem fio, banda larga e programas de televisão para parte da Europa, Oriente Médio, África e regiões da África Subsaariana. Pouco tempo após o seu lançamento a Intelsat anunciou que a antena refletora do satélite de banda C não tinha sido implantada corretamente, provavelmente devido a um mau funcionamento do protetor do refletor solar. Como resultado, o protetor solar interferiu com o mecanismo de libertação de ejeção e assim impedindo a implantação da antena de banda C.